# Aruba na Mistrzostwach Świata w Lekkoatletyce 2015
Aruba na Mistrzostwach Świata w Lekkoatletyce 2015 – reprezentacja Aruby podczas Mistrzostw Świata w Pekinie liczyła 1 zawodnika, który nie zdobył medalu.

## Występy reprezentantów Aruby
| Konkurencja         | Zawodnik      | Eliminacje | Eliminacje | Finał    | Finał   |
| Konkurencja         | Zawodnik      | Rezultat   | Pozycja    | Rezultat | Pozycja |
| ------------------- | ------------- | ---------- | ---------- | -------- | ------- |
| Skok w dal mężczyzn | Quincy Breell | NM         | NM         | NQ       | NQ      |